# Narcissus rupicola
Narcissus rupicola Dufour è una pianta della famiglia delle Amarillidacee.